# Berglundska gården
Berglundska gården, även Ekenstedtska gården, är en gård i Hedemora, Dalarnas län. Gården, som är stadens bästa exempel på en borgargård från tiden efter stadsbranden 1849, är troligen uppbyggd 1881 åt rådman Per Gustaf Samuelsson. Efter stadsbranden 1849, som började  på den gård som tidigare stod på platsen, hade tomten stått tom, även om den ägdes av urmakare J E Lidenwall. 1889-1890 användes gården till bibliotek.
Berglundska gården ligger i hörnet Kyrkogatan/Hökargatan och består av två byggnader samt ett garage från 1950. Huvudbyggnaden är i två våningar, där fasaden är reveterad med sprit- och slätputs, fönstren har dekorativa omfattningar. Stommen är av timmer och taket av ståndfalsad plåt. 1927 inreddes vinden till bostadsyta och trappen till denna genomgick en förändring. Huset längs Hökargatan inrymde en enrumslägenhet med kök, dit Samuelsson flyttade sedan rådman Ekenstedt köpt gården. En tid därefter skänktes gården till borgmästare Gustaf Emanuel Winquist.
Namnet Berglundska gården kommer av läkaren Bengt Berglund, som hade sin mottagning i huvudbyggnaden men även bodde däri med sin familj, däribland sonen Pelle Berglund.

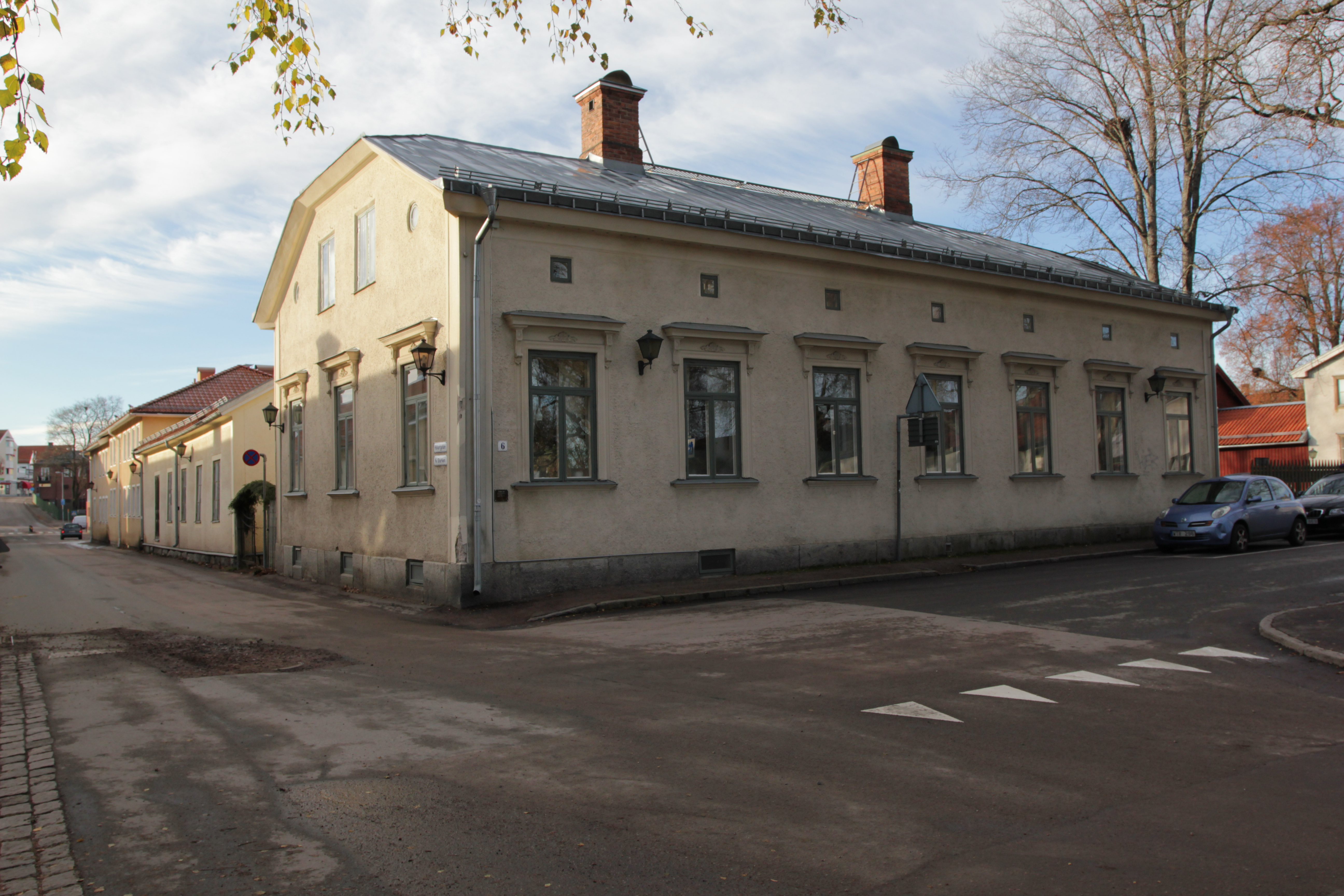